# Centaurea linaresii
Centaurea linaresii là một loài thực vật có hoa trong họ Cúc. Loài này được Lázaro Ibiza mô tả khoa học đầu tiên năm 1900.